# B'Day
B'Day er det andet studiealbum af den amerikanske R&B-sangerinde Beyoncé Knowles, der blev udgivet den 4. september, 2006 af Columbia Records i samarbejde med Music World Music og Sony Urban Music. Albummets udgivelse faldt helt tilfældigvis sammen med Knowles' 25 års fødselsdag. Albummet var planlagt at skulle være udgivet i 2004 som en opfølger til hendes debutalbum Dangerously in Love fra 2003, men hele projektet blev sat på standby på grund af indspilninger til Destiny's Childs sidste studiealbum Destiny Fulfilled og Knowles' medvirken i filmen fra 2006, Dreamgirls.
Imens Knowles holdt pause efter optagelserne til Dreamgirls, begyndte hun at kontakte forskellige producerer; lejede Sony Music Studios og udarbejdede B'Day på blot tre uger. Det meste af lyrikken på albummet blev inspireret af Knowles' rolle i filmen og albummets musiske stil spænder fra 1970-80'er funk og ballader til at indeholde elementer af moderne storby, som fx hiphop og R&B. Live instrumentaion blev brugt til fleste numre, da Knowles ønskede at lave en cd, hvor man brugte live instrumentation. B'Day Anthology Video Album, som indeholder tretten musikvideoer til albummets sange, blev udgivet samtidig med udgivelsen af deluxe-udgaven af B'Day.
Albummet røg direkte ind som nummer 1 på den amerikanske Billboard 200-hitliste, og solgte 541.000 udgaver i dens første uge og er blevet certificeret med trippelplatin af RIAA. Albummet blev også en succes på det internationale musikmarkede og indeholdt seks singler, deriblandt tre kommercielle hits: "Déjà Vu", "Irreplaceable" og "Beautiful Liar". På udgivelsesdagen modtog B'Day generelt positive anmeldelser fra de fleste musikanmelderer og indbragte Knowles adskillige hyldester i form af priser, deriblandt en Grammy Award for Best Contemporary R&B Album ved Grammy-uddelingen i 2007. Knowles påbegyndte hendes anden solokoncertturné i 2007, som hed The Beyoncé Experience. Et livealbum, The Beyoncé Experience Live, blev efterfølgende udgivet, hvori klip fra koncerterne kunne ses.